# انتخابات ریاست‌جمهوری ایالات متحده آمریکا (۱۸۲۰)
انتخابات ریاست‌جمهوری ایالات متحده آمریکا (۱۸۲۰)، نهمین انتخابات ریاست‌جمهوری بود که از تاریخ چهارشنبه ۱ نوامبر، تا چهارشنبه ۶ دسامبر ۱۸۲۰ میلادی برگزار شد. رئیس‌جمهور وقت، جیمز مونرو برای بار دوم از سوی مردم باتفاق آرا یعنی با رای ۸۰٫۶٪ در کالج انتخاباتی پیروز شد و نفر دوم، وزیر امور خارجه وقت جان کوئینسی آدامز ۱ رای دریافت کرد. این آخرین انتخاب رئیس‌جمهور از نسل انقلابی بود. مونرو و جورج واشینگتن تنها کاندیداهای ریاست جمهوری هستند که بدون هیچ گونه رقیب جدیی به پیروزی می‌رسند. پیروزی مونرو ششمین و آخرین پیروزی توسط ایالت ویرجینیا در انتخابات ریاست جمهوری بود.

## نامزدهای انتخابات ریاست جمهوری آمریکا

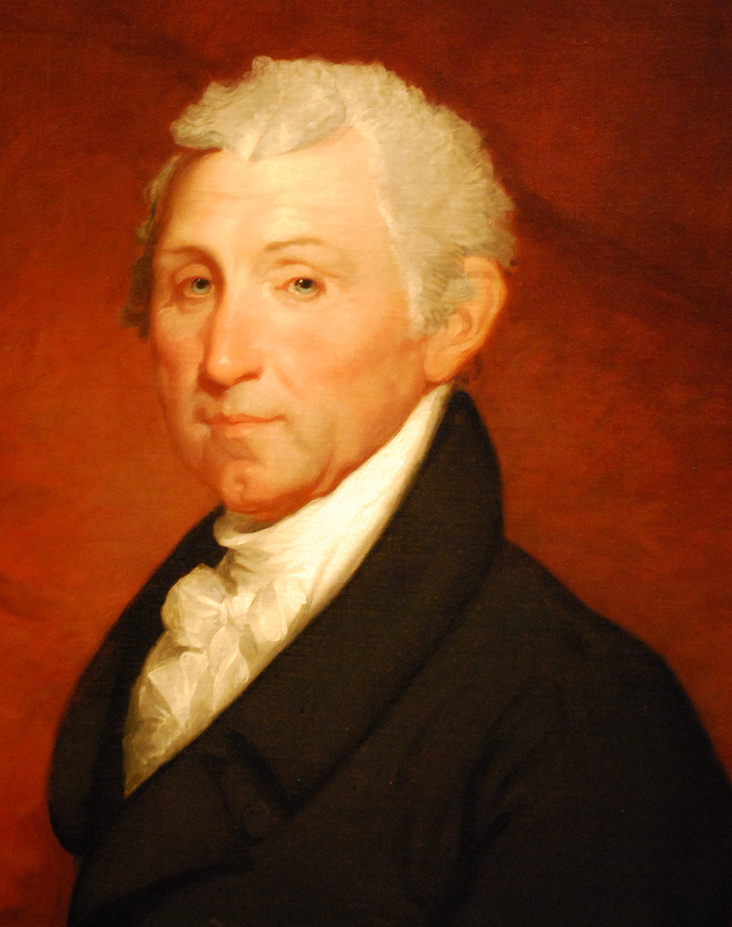
جیمز مونرو
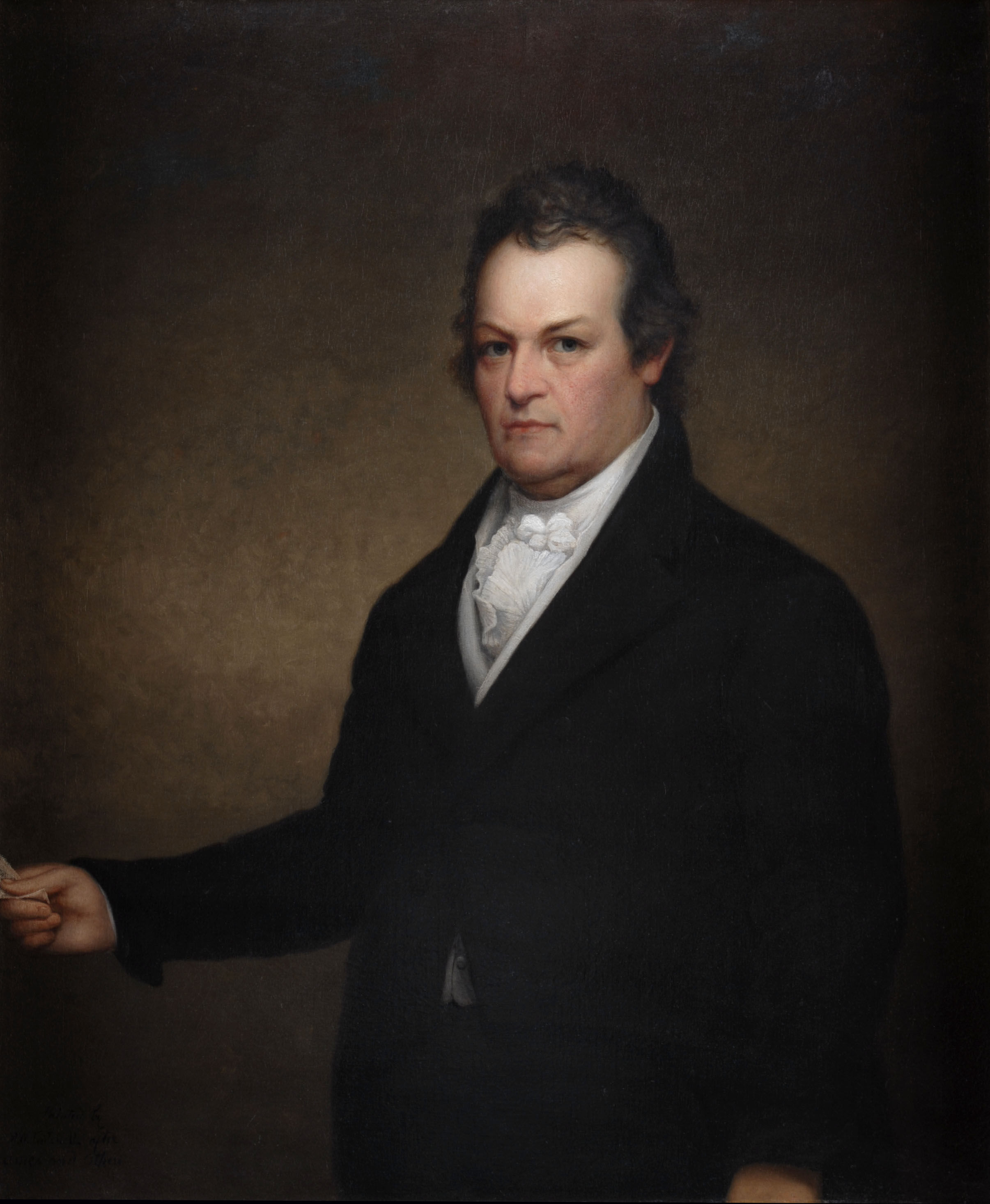
دوایت کلینتون
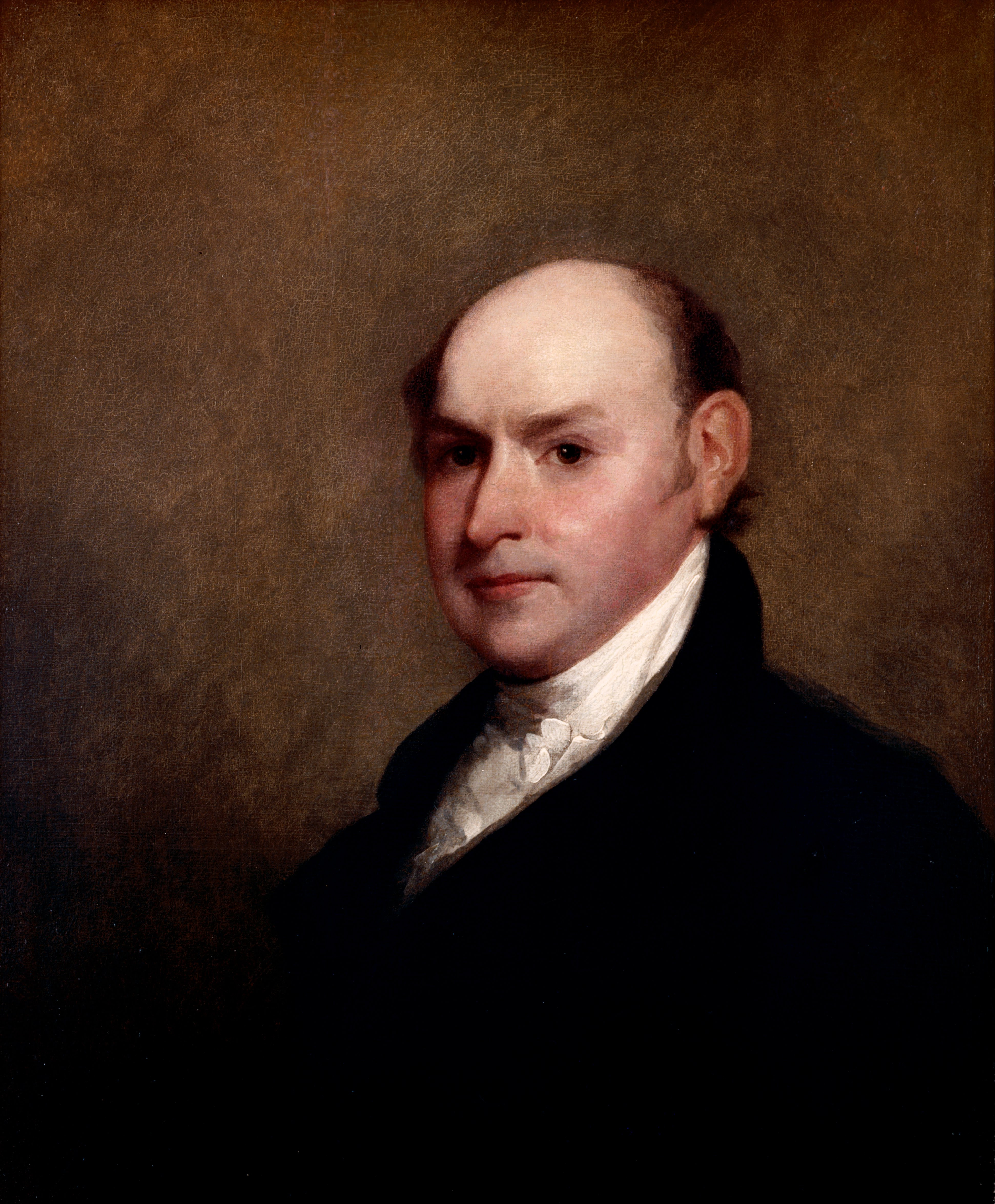
جان کوئینسی آدامز